# یانیک بیسون
یانیک بیسون (انگلیسی: Yannick Bisson؛ زادهٔ ۱۶ مهٔ ۱۹۶۹) یک هنرپیشه اهل کانادا است. شهرت وی بیشتر به خاطر بازی به عنوان نقشه اصلی سریال معماهای مرداک است. او در بسیاری از فیلم‌های سینمایی ساخته شبکه لایف‌تایم بازی کرده و به عنوان ستاره مهمان در سریال مرز جنون و فیلم نابغه نیز حضور داشته‌است. او از بهترین مجری برای کودکان است.

## حرفه
متولد شهر مونترآل، کِبِک و از یک خانواده انگلیسی-فرانسوی می‌باشد. زمانی که نوجوان بود به شهر تورنتو، انتاریو نقل مکان نمود. او حرفه بازیگری را زمانی که در دبیرستان بود آغاز کرد. پدرش، با توجه به علاقه وی با بازیگری، وی را تشویق کرد که به یک تبلیغات روزنامه که به دنبال یک بازیگر کودک بودند، بپیوندد. اولین تجربه‌اش در فیلم شب هاکی در سال ۱۹۸۴ بود که مورد تحسین منتقدان قرار گرفت و در کنار مگان فالوز و ریک مورانیس بازی کرد. از سال ۱۹۸۸ تا ۱۹۸۹ با سریال تلویزیونی یادگیری طناب‌ها در تلویزیون کانادا شروع به کار نمود. در سال ۱۹۹۴ در ۶۳ قسمت از سریال اوج در کنار ریک اسپرینگفیلد بازی نمود. از سال ۲۰۰ تا ۲۰۰۴ در سریال غذای روح و در نقش یک وکیل بازی نمود.
وی بازیگر نقش اصلی سریال شبکه تلویزیونی سی بی اس با نام ماجراهای مرداک بود و اولین کارگردانی خود را در فصل چهارم این سریال، تجربه نمود.
وی در ۱۳ مارس ۲۰۱۶ جایزه سینمای کانادا را دریافت نمود.

## زندگی شخصی
بیسون با شانتال کریگ ازدواج کرده‌استآنها همدیگر را از دوران دبیرستان می‌شناختند و زمانی که آن‌ها با هم ازدواج کردند بیسون ۱۹ سال داشت. همسر وی قبلاً مربی تناسب اندام بود و در حال حاضر به عنوان نویسنده برای شبکه‌های تلویزیونی کار می‌کند. آن‌ها سه دختر به نام‌های برایانا، دومینیک و میکائلا دارند. کریگ دو بار به عنوان بازیگر میهمان در سریال‌هایی ماجراهای مرداک و Sue Thomas: F.B.Eye که بیسون بازی کرده بود، حضور داشت.
برایانا بیسون در نقش پنی رنتون در یکی از قسمت‌های ماجراهای مرداک به نام عشق و بقایای انسانی بازی کرده‌است."
دومینیک بیسون نیز در نقش گلوریا در یکی از قسمت‌های ماجراهای مرداک به نام مار و پله بازی کرده‌است.

## فیلم‌شناسی

### فیلم
| سال  | عنوان                  | نقش                  | توضیحات    |
| ---- | ---------------------- | -------------------- | ---------- |
| ۱۹۸۶ | Toby McTeague          | Toby                 |            |
| ۱۹۸۶ | My Pet Monster         | Rod                  | Video      |
| ۱۹۸۶ | Where's Pete           | Pete                 | فیلم کوتاه |
| ۱۹۹۹ | Velocity Trap          | Franklin J. Robinson |            |
| ۲۰۰۴ | Some Things That Stay  | Dr. Ostrum           |            |
| ۲۰۰۸ | Animal 2               | Dillen               |            |
| ۲۰۰۸ | Nothing Really Matters | Leo                  |            |
| ۲۰۱۰ | کازینو جک              | Oscar Carillo        |            |
| ۲۰۱۲ | Your Side of the Bed   | Steve                |            |
| ۲۰۱۶ | Static                 | Billy                | فیلم کوتاه |
| ۲۰۱۶ | Year by the Sea        | Cahoon               |            |
| ۲۰۱۶ | WolfCop II             | Swallows             | Filming    |

### تلویزیون
| سال        | عنوان                                                   | نقش                           | توضیحات                                  |
| ---------- | ------------------------------------------------------- | ----------------------------- | ---------------------------------------- |
| ۱۹۸۴       | Hockey Night                                            | Spear Kozak                   | فیلم تلویزیونی                           |
| ۱۹۸۶       | Brothers by Choice                                      | Scott                         | فیلم تلویزیونی                           |
| ۱۹۸۶       | Danger Bay                                              | Todd                          | "The Turning Tide"                       |
| ۱۹۸۷       | First Offender                                          | Jeff                          | فیلم تلویزیونی                           |
| ۱۹۸۷       | Night Heat                                              | Regan                         | "The Kid"                                |
| ۱۹۸۷       | Maxie's World                                           | Ferdie (voice)                | سریال تلویزیونی                          |
| ۱۹۸۸       | آلفرد هیچکاک تقدیم می‌کند                                | Ty                            | "Twisted Sisters"                        |
| ۱۹۸۸       | Danger Bay                                              | Larry                         | "The Rally"                              |
| ۱۹۸۸       | Learning the Ropes                                      | Mark Randall                  | Main role                                |
| ۱۹۸۹       | C.B.C.'s Magic Hour                                     | Corey / Mike Stanoulis        | "Rookies", "Pray for Me, Paul Henderson" |
| ۱۹۸۹       | Street Legal                                            | Lennie Smith                  | "Complex Offer"                          |
| ۱۹۹۱       | Gold: The World's Play                                  | Johnny                        | فیلم تلویزیونی                           |
| ۱۹۹۱       | Gold: The Merchants of Venice                           | Johnny                        | فیلم تلویزیونی                           |
| ۱۹۹۱       | Gold: The Dynamiters                                    | Johnny                        | فیلم تلویزیونی                           |
| ۱۹۹۱       | Gold: Frenchie's Gold                                   | Johnny                        | فیلم تلویزیونی                           |
| ۱۹۹۱       | Gold: A Fistful of Gold                                 | Johnny                        | فیلم تلویزیونی                           |
| ۱۹۹۱       | The Hidden Room                                         | Glenn                         | "Splinters of Privacy"                   |
| ۱۹۹۲       | Tropical Heat                                           | Harry Jr.                     | "Double Fault"                           |
| ۱۹۹۲       | The Ray Bradbury Theater                                | Roger (ages 18–22)            | "Some Live Like Lazarus"                 |
| ۱۹۹۳       | Matrix                                                  | Rick Beals                    | "Blindside"                              |
| ۱۹۹۳       | Top Cops                                                | Mike Sheehan                  | "Mike Sheehan and Stephen Davis"         |
| ۱۹۹۳       | The Hidden Room                                         | John                          | "Marion & Jean"                          |
| ۱۹۹۴       | The Forget-Me-Not Murders                               | Greg Gale                     | فیلم تلویزیونی                           |
| ۱۹۹۴–۹۷    | High Tide                                               | Joey Barrett                  | نقش اصلی                                 |
| ۱۹۹۵       | Young at Heart                                          | Joey                          | فیلم تلویزیونی                           |
| ۱۹۹۹       | نابغه                                                   | Mike MacGregor                | فیلم تلویزیونی                           |
| ۱۹۹۹       | شکارچی حرفه‌ای                                           | Stavros Vordalos              | "Myth of the Maze"                       |
| ۱۹۹۹–۲۰۰۰  | Nothing Too Good for a Cowboy                           | Richmond P. Hobson, Jr.       | Main role                                |
| ۲۰۰۰       | The Moving of Sophia Myles                              | Rev. Young                    | فیلم تلویزیونی                           |
| ۲۰۰۰–۰۴    | Soul Food                                               | Brian Tedrow                  | Recurring role                           |
| ۲۰۰۱       | The Pretender                                           | NSA Agent Edward Ballinger    | فیلم تلویزیونی                           |
| ۲۰۰۱       | Twice in a Lifetime                                     | Julian Fanshaw                | "Mama Mia"                               |
| ۲۰۰۱       | Mutant X                                                | Richard Saunders              | "Fool for Love"                          |
| ۲۰۰۱       | Undergrads                                              | Stoner Dave / Crougar (voice) | Recurring role                           |
| ۲۰۰۱       | Loves Music, Loves to Dance                             | Charley / Paul Nash           | فیلم تلویزیونی                           |
| ۲۰۰۱       | The Day Reagan Was Shot                                 | Buddy Stein                   | فیلم تلویزیونی                           |
| ۲۰۰۲–۰۵    | Sue Thomas: F.B.Eye                                     | Jack Hudson                   | نقش اصلی                                 |
| ۲۰۰۳       | See Jane Date                                           | Max Garrett                   | فیلم تلویزیونی                           |
| ۲۰۰۳       | Missing                                                 | Bruce Skeller                 | "Thin Air"                               |
| ۲۰۰۳       | Playmakers                                              | Police Detective              | "Choice: Part 1"                         |
| ۲۰۰۴       | I Do                                                    | James "Jay" Corina            | فیلم تلویزیونی                           |
| ۲۰۰۵       | Kevin Hill                                              | Austin Brooks                 | "Sacrificial Lambs"                      |
| ۲۰۰۵       | Crazy for Christmas                                     | Peter Archer                  | فیلم تلویزیونی                           |
| ۲۰۰۶       | The Secrets of Comfort House                            | Curtis                        | فیلم تلویزیونی                           |
| ۲۰۰۷       | Falcon Beach                                            | Michael Prescott              | Recurring role                           |
| ۲۰۰۷       | The Dresden Files                                       | Sergeant Darren Munzer        | "Second City"                            |
| ۲۰۰۷       | Roxy Hunter and the Mystery of the Moody Ghost          | Jon                           | فیلم تلویزیونی                           |
| ۲۰۰۸       | Roxy Hunter and the Myth of the Mermaid                 | Jon Steadman                  | فیلم تلویزیونی                           |
| ۲۰۰۸       | Roxy Hunter and the Secret of the Shaman                | Jon Steadman                  | فیلم تلویزیونی                           |
| ۲۰۰۸       | Roxy Hunter and the Horrific Halloween                  | Jon Steadman                  | فیلم تلویزیونی                           |
| ۲۰۰۸       | Urban Vermin                                            | No-neck                       | "Arms Race", "Dog of War"                |
| ۲۰۰۸-اکنون | ماجراهای مرداک                                          | کارآگاه ویلیام مرداک          | نقش اصلی                                 |
| ۲۰۰۹       | Too Late to Say Goodbye                                 | Bobby Corbin                  | فیلم تلویزیونی                           |
| ۲۰۱۰       | مرز جنون                                                | Philip Sobol                  | "Jumping at Shadows"                     |
| ۲۰۱۱       | The Listener                                            | Keith Shelton                 | "Vanished"                               |
| ۲۰۱۱       | Murdoch Mysteries: The Curse of the Lost Pharaohs       | کارآگاه ویلیام مرداک          | نقش اصلی                                 |
| ۲۰۱۲       | My Mother's Secret                                      | Dennis Coulson                | فیلم تلویزیونی                           |
| ۲۰۱۲       | Murdoch Mysteries: The Murdoch Effect                   | کارآگاه ویلیام مرداک          | سریال تلویزیونی                          |
| ۲۰۱۲       | دیو و دلبر                                              | Alex Webster                  | "Pilot"                                  |
| ۲۰۱۲       | Royal Canadian Air Farce                                | کارآگاه ویلیام مرداک          | "Air Farce New Year's Eve 2012"          |
| ۲۰۱۳       | Murdoch Mysteries: Nightmare on Queen Street            | Det. William Murdoch          | نقش اصلی                                 |
| ۲۰۱۳–۱۴    | !The Adventures of Napkin Man                           | Mr. Anthony                   | نقش اصلی                                 |
| ۲۰۱۴       | Republic of Doyle                                       | Det. Bill Murdoch             | "If the Shoe Fits"                       |
| ۲۰۱۶       | The Julius House: An Aurora Teagarden Mystery           | مارتین                        | فیلم تلویزیونی                           |
| ۲۰۱۶       | Three Bedrooms, One Corpse: An Aurora Teagarden Mystery | مارتین                        | فیلم تلویزیونی                           |